# Hagstadstugan

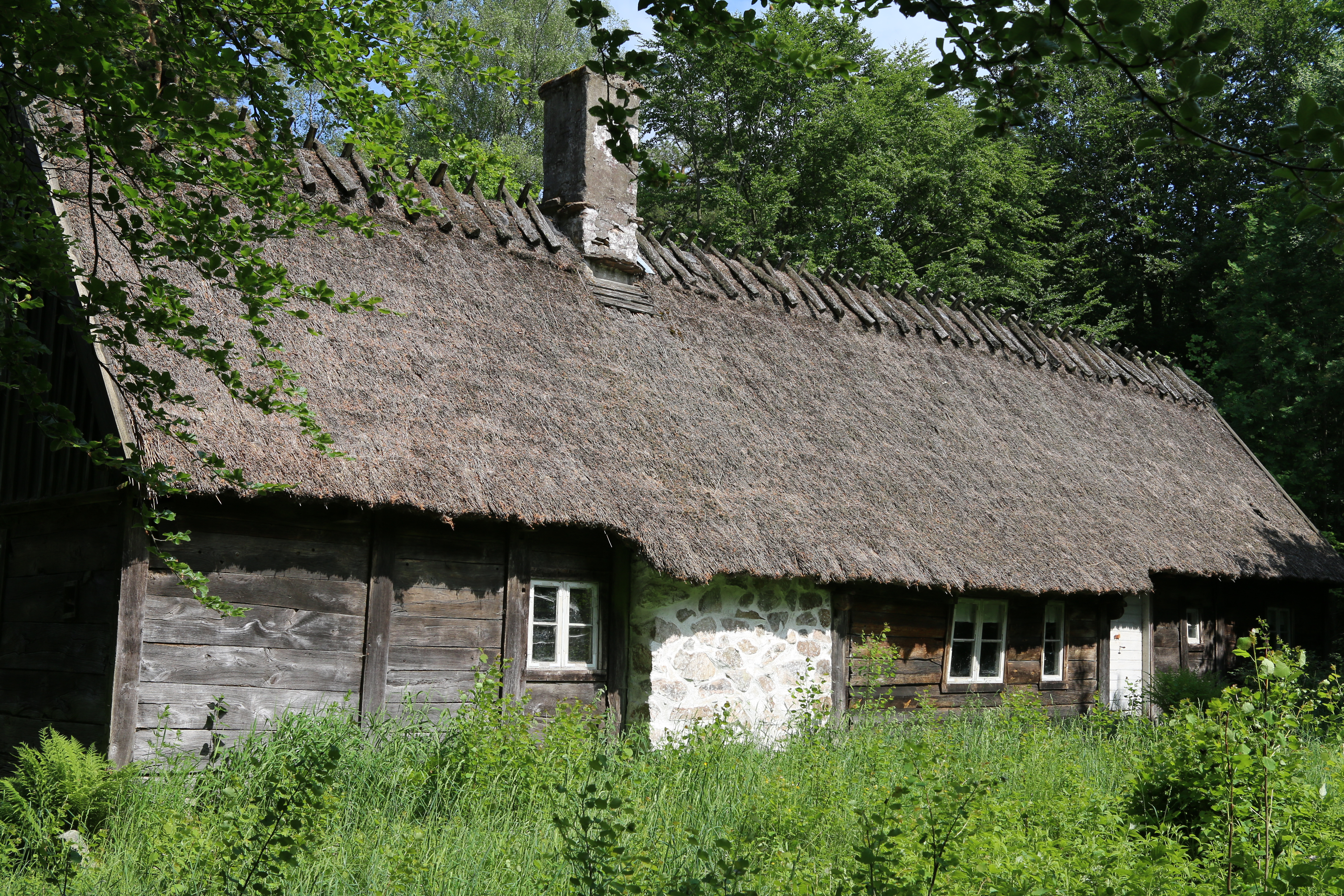
Hagstadstugan.

Hagstadstugan är ursprungligen ett så kallat sydgötiskt hus uppfört i ek som skiftesverk. Stugan stod ursprungligen i Norra Rörums socken, men står numera vid Frostavallen. Stugan är omtalad redan 1721.